# 尹冬梅
尹冬梅（1973年5月—），女，汉族，安徽宿县人，中华人民共和国政治人物，曾任中国共产主义青年团中央委员会书记处书记、中共复旦大学党委副书记。现任中共上海外国语大学党委书记。